# Eubrachion gracile
Eubrachion gracile är en sandelträdsväxtart som beskrevs av J. Kuijt. Eubrachion gracile ingår i släktet Eubrachion och familjen sandelträdsväxter. Inga underarter finns listade i Catalogue of Life.